# Турчјанске Тјеплице
Турчјанске Тјеплице (слч. Turčianske Teplice) град је у Словачкој, у оквиру Жилинског краја.

## Географија
Турчјанске Тјеплице су смештене у средишњем делу државе. Главни град државе, Братислава, налази се 210 km југозападно од града.
Рељеф: Турчјанске Тјеплице су се развиле у пространој долини реке Туријец, средишта историјске области Туријек. Надморска висина града је око 520 m. Источно од града издиже се планина Велика Фатра, а западно Мала Фатра.
Клима: Клима у Турчјанским Тјеплицама је умерено континентална.
Воде: Кроз Турчјанске Тјеплице протиче речица Тјеплица, притока веће реке Туријец.

## Историја
Људска насеља на овом простору датирају још из праисторије. Насеље под данашњим именом први пут се спомиње у 1281. г., а 1533. г. насеље је добило градска права. Током следећих векова град је био у саставу Угарске као бањско лечилиште.
Крајем 1918. г. Турчјанске Тјеплице су постале део новоосноване Чехословачке. У време комунизма град је нагло индустријализован, па је дошло до наглог повећања становништва. После осамостаљења Словачке град је постао њено општинско средиште, али је дошло и до проблема везаних за преструктурирање привреде.

## Становништво
| Година:    | 1994. | 2004.   | 2014.   | 2024.   |
| ---------- | ----- | ------- | ------- | ------- |
| Број људи: | 7285  | 6929    | 6518    | 6069    |
| Разлика:   |       | -4,88 % | -5,93 % | -6,88 % |

| Година:    | 2023. | 2024.   |
| ---------- | ----- | ------- |
| Број људи: | 6178  | 6069    |
| Разлика:   |       | -1,76 % |

Данас Турчјанске Тјеплице имају око 7.000 становника и последњих година број становника стагнира.
Етнички састав: По попису из 2001. г. састав је следећи:
- Словаци - 98,0%,
- Чеси - 0,7%%,
- Немци - 0,4%%,
- остали.

Верски састав: По попису из 2001. г. састав је следећи:
- римокатолици - 48,1%,
- лутерани - 30,6%,
- атеисти - 17,2%%,
- остали.

## Партнерски градови
- Чачак
- Хавиржов

## Галерија
- Дворац у Турчјанским Тјеплицама
- Градска римокатоличка црква
- Пешачка улица зими
- Градски супермаркет